# 小梅伍
小梅伍（こうめファイブ）は、かつて存在した、女性声優志望者からなる福岡県のローカルアイドルユニット。メンバーは3回交替したが、常にユニット名どおり5人ユニットで活動した。

## 来歴
主に九州朝日放送のラジオ番組『平成アニメっ娘倶楽部』で活動した。ラジオ出演のほか、関係の深かった代々木アニメーション学院のイベントやトルバドール音楽事務所のバンドLamuse-mieuxのライブなどに出演したり、CDを出したりした。
番組開始時の1998年10月に結成され、毎年4月にメンバーチェンジし、番組終了の2002年3月まで続いた。各年度のユニットは「○代目小梅伍」（1年度目は「初代小梅伍」）と呼ばれる。初代のみ半年で、2代目以降は1年間活動した。
メンバーはオーディションで選ばれ、オーディションの進行状況は番組で紹介された。ただし初代メンバーのオーディションは番組開始前だったためほとんど紹介されていない。

## メンバー

### 初代（1998年度）
初代メンバーは、本名のフルネームで呼ばれることが少なかった。
- 麻生里美（あそう さとみ、1980年2月13日 - 、愛称「あっそー」）
- 江崎智賀子（えざき ちかこ、愛称「あねご」）
- かねもと かよ（表記不明、通称「かよ」）
- 広津佑希子（ひろつ ゆきこ、1980年5月22日 - 、愛称「ひろつ」）
- 豊後敦子（ぶんご あつこ、1979年6月22日 - 、愛称「ぶんぶん」）- 現在の芸名はぶんごあつこ

### 2代目（1999年度）
- 井上聖子（いのうえ きよこ、1980年10月16日 - 、愛称「きよっぺ」）[2]- 現在の芸名は井万里きよあ
- 今田智佳（いまだ ちか、1981年11月6日 - 、愛称「チカ」）[2]
- 尾形聡子（おがた さとこ、1976年9月12日 - 、愛称「サト」）[2]
- 原田佳奈（はらだ かな、1983年8月12日 - 、愛称「かなちゃん」）[2]- 現在の芸名は阿澄佳奈

- 山崎幸（やまざき みゆき、1977年12月19日 - 、愛称「みゆき」）[2]

### 3代目（2000年度）
- 岡田裕香（おかだ ゆか、1985年3月1日 - 、愛称「ユカ」）[3]
- 岩本望希（いわもと みき、1985年12月15日 - 愛称「ミキ」）[3]
- 西野幸江（にしの ゆきえ、1983年1月30日 - 、愛称「ユキエ」）[3]
- 平野亜野（ひらの あや、1980年12月24日 - 、愛称「アヤサン」）[3]
- 森麻美（もり あさみ、1985年7月12日 - 、愛称「もりっち」）[3]

### 4代目（2001年度）
- 今田智佳（2代目と同じ）
- 常藤明子（つねとう あきこ、1981年10月22日 - 、愛称「姫」）
- 原田佳奈（2代目と同じ）
- 福村由美子（ふくむら ゆみこ、1982年7月2日 - 、愛称「ゆみたん」）
- 吉川由加里（よしかわ ゆかり、1982年12月21日 - 、愛称「ヨシカワ」）

## 関連ユニット

### 小梅りゃん
2代目小梅伍の尾形聡子と山崎幸が結成したユニット。「りゃん（両）」は中国語で「2」の意味。
厳密には小梅伍と直接の関係はなく、のちに米倉あや・豊後敦子と結成したトルバドール音楽事務所の4人組ユニット「地球外知的生命体」からの派生ユニットである。

### 小梅ファミリーフルートドロップ
（表記不明）
略称「小梅FFD」。4代目小梅伍「プレメンバー」（最終選考進出者）のうち落選者6人で結成されたユニット。

## 作品

### シングル
- 蒼いねがい〜Everlasting blue〜（1999年8月2日、KOUME001）
- All my love for you / ガムシャラ（2002年3月24日、QNOR-0004）